# Comuna Ciornîi Potik, Irșava
Ciornîi Potik (în ucraineană Чорний Потік) este o comună în raionul Irșava, regiunea Transcarpatia, Ucraina, formată din satele Ciornîi Potik (reședința), Krainea Martînka, Lokit, Pidhirne și Smolohovîțea.

## Demografie
Componența lingvistică a comunei Ciornîi Potik
     Ucraineană (99,14%)
     Alte limbi (0,77%)
Conform recensământului din 2001, majoritatea populației comunei Ciornîi Potik era vorbitoare de ucraineană (99,14%), existând în minoritate și vorbitori de alte limbi.